# Тотлебен, Эдуард Иванович
Граф (с 5 октября 1879) Эдуа́рд Ива́нович Тотле́бен (нем. Franz Eduard Graf von Totleben; 20 мая 1818, Митава — 1 июля 1884, Бад-Зоден, Гессен) — выдающийся русский военный инженер, генерал-адъютант (14 сентября 1855), инженер-генерал (30 августа 1869). Руководил инженерными работами при обороне Севастополя в Крымскую войну и при осаде Плевны в русско-турецкую войну 1877–1878 годов.

## Биография
Отец — Иоганн Генрих фон Тотлебен (1781—1855), по данным биографического словаря Половцова — отпрыск захудалой ветви старого тюрингского рода (в этом качестве дальний родственник известного в XVIII веке русского генерала графа Тотлебена), представители которой, переселившись в Курляндию, занялись коммерцией. Отец Эдуарда Тотлебена был записан купцом второй гильдии.
Болезнь сердца помешала окончить полный курс наук в инженерном училище в Санкт-Петербурге. Он был зачислен в Рижскую инженерную команду, а в 1840 году переведён в учебный сапёрный батальон. Здесь он обратил на себя внимание генерала К. Шильдера, от которого получил поручение заняться трубной минной системой. Для дальнейшего её исследования был послан с командой сапёров в Киев, где заведовал работами при производстве в обширных размерах опытов подземной войны.
В 1848 году отправился на Кавказ и принял там участие в нескольких экспедициях. Содействовал успешному ходу осады Гергебиля, где он в 80 саженях от стен аула заложил летучей сапой брешь-батарею. В 1849 году заведовал всеми работами по осаде укрепления Чох; совершив смелую ночную рекогносцировку перед фронтом укрепления, он заложил в 30 сажень от укрепления передовую параллель с двумя брешь-батареями. По возвращении с Кавказа был назначен адъютантом к генералу Шильдеру, а в 1851 году перешёл в гвардейские инженеры и поселился в Петербурге, где руководил практическими работами гвардейского сапёрного батальона во время лагерных сборов.

### Крымская война
В начале 1854 года был вызван в главную квартиру Дунайской армии и здесь исполнил ряд поручений генерал-адъютанта Шильдера, совершил под огнём турецких батарей ряд рекогносцировок и выработал план атаки укреплений при Калафате.
С началом подготовительных работ по осаде Силистрии был назначен траншей-майором. Когда генерал Шильдер был ранен, принял заведование всеми работами и 7-го июня взорвал весь фронт передового укрепления Араб-Табия. Когда осада Силистрии была снята, был послан в Севастополь, где ожидалась высадка неприятеля. Сначала главнокомандующий, князь Меншиков, полагал, что союзники, за поздним временем года, не решатся предпринять высадку в Крым, и отклонил предложение Тотлебена немедленно приступить к оборонительным работам. Они были начаты только тогда, когда высадка уже состоялась.
Тотлебен расширил фронтальную позицию на линии Северного укрепления и почти заново создал оборонительную линию на южной стороне. За недостатком времени нельзя было и помышлять о возведении сильных и правильных укреплений; приходилось работать одновременно на всех пунктах, пользуясь всякими средствами, между прочим — и вооружением утратившего теперь своё прямое назначение флота. При устройстве своей оборонительной линии принял в основание следующие начала: избирается ближайшая к городу позиция, обусловленная существующими укреплениями, и на главных её пунктах выставляется сильная артиллерия; эти пункты соединяются траншеями для ружейной обороны и для помещения прикрытий; между главными пунктами кое-где ставятся ещё отдельные батареи; таким образом все подступы к городу должны получить сильную фронтальную и фланговую оборону пушечным и ружейным огнём. Работа велась беспрерывно днём и ночью. В короткое время там, где незадолго до того неприятельские рекогносцировки обнаруживали лишь слабые укрепления с большими ничем не защищёнными промежутками, выросла сплошная оборонительная линия.
Союзники вынуждены были отказаться от намерения взять Севастополь открытой атакой и 28 сентября начали свои осадные работы. Первое бомбардирование Севастополя 5 октября показало силу севастопольских укреплений и их выгодно направленного артиллерийского огня. Тогда неприятель обратился к подземной войне и задумал взорвать 4-й бастион, но и здесь Тотлебен его предупредил, встретив неожиданно искусно подготовленною сетью минных галерей. 8 июня был ранен в ногу пулей навылет, но, несмотря на болезненное состояние, продолжал руководить оборонительными работами, пока состояние его здоровья настолько ухудшилось, что он был вынужден оставить Севастополь.
После падения Севастополя Тотлебен, назначенный генерал-адъютантом, был вызван в Николаев для приведения его в оборонительное положение. Объяснительная записка Тотлебена по вопросу об укреплении Николаева представляет одну из самых ценных его научных работ. Идеи, высказанные им здесь под свежим впечатлением пережитых боевых опытов, открывают новую эру в фортификационном искусстве и резко отступают от традиций, царивших до того времени даже во Франции, несмотря на опыты наполеоновских войн. Тотлебен указывает на необходимость иметь систему фортов с промежуточными артиллерийскими позициями, к которым должны подходить железные дороги, рассматривает значение фортов, как главных опорных пунктов борьбы, и выясняет распределение всех родов оружия и роль каждого из них.

### Руководство инженерным ведомством
По возвращении в Петербург принял на себя заведование усилением Кронштадтских укреплений, после чего в течение 2 лет занимался изучением крепостей Германии и Франции и организации там инженерного дела. В 1859 году назначен директором инженерного департамента, в 1863 — товарищем генерал-инспектора по инженерной части. В 1863 году, вследствие ожидавшихся политических осложнений, под наблюдением и руководством Тотлебена принят ряд мер по приведению в оборонительное положение российских крепостей; усилены Свеаборг, Динабург и Николаев, укреплены Выборг и устья Невы и Зап. Двины; Кронштадт обеспечен от атаки флота. В 1869 году составил проект укрепления Киева, в частности, составил проект Лысогорского форта. В качестве председателя артиллерийской инженерной комиссии принял деятельное участие в вооружении российских крепостей нарезными орудиями. В то же время работал над реорганизацией российских инженерных войск соответственно новейшим требованиям военной науки. С 1871 по 1875 годы был занят разработкой новой системы оборонительных линий, с их главными крепостными опорными пунктами. Для этой цели он произвёл ряд изысканий у Брест-Литовска, Ковны, Белостока, Гониондза, Гродны, Дубно и Проскурова. В 1873 году, в особом совещании о стратегическом положении России, под председательством Государя, был принят план Тотлебена, главные мысли которого были следующие:
1. усилить Новогеоргиевск, Ивангород и Варшаву передовыми укреплениями и построить передовые укрепления вокруг Бреста, для прикрытия железных дорог;
2. укрепить Гродну, Ковну и позицию под Вильной, возвести укрепления у мст. Осовец и обеспечить переправу через р. Западную Двину у Риги;
3. построить укрепления впереди Дубно и Проскурова;
4. усилить передовыми укреплениями Бендеры и устроить укрепления у Очакова и Ямполя.

- Фортификации
- Киев, Лысая гора, Лысогорский форт, потерна № 4
- Керчь, крепость Керчь, северные ворота
- Часть фортификации, форта Тотлебена в крепости Керчь, Керчь

### Восточная (русско-турецкая) война 1877—1878 гг.
Работы по исполнению этого плана были остановлены Восточной войной 1877–1878. В 1876 году Тотлебен был вызван в Ливадию и назначен главным распорядителем по обороне Черноморского побережья. В Керчи, Очакове, Одессе и Севастополе им были установлены мины, возведены новые батареи и усилено вооружение. 
В конце 1876 года вернулся в Петербург и лишь 2 сентября 1877 года, когда осада Плевны затянулась, был вызван на театр военных действий, где принял руководство осадными работами под Плевной.
После взятия Плевны был назначен начальником восточного отряда, но 8 февраля был вызван в Петербург, для совещания по вопросу о занятии Босфора и о закрытии его для английского флота, стоявшего у Принцевых островов. 
Назначенный вслед затем главнокомандующим, Тотлебен по прибытии к армии, нашёл, что занятие Босфора около Буюк-дере, при невозможности заграждения пролива минами и обеспечения сообщения с нашими черноморскими портами, бесцельно, и что в случае успешного штурма Константинополя выгоды будут иметь лишь временный характер, а в случае неудачи могут быть потеряны результаты предыдущей кампании. Ввиду этого задачей Тотлебена, как главнокомандующего, было поддержать российскую дипломатию во время её переговоров о заключении окончательного мира, побуждая турецкое правительство к скорому и точному выполнению русских требований, и руководить возвращением русских войск на родину. В то же время он предложил ряд мер для подготовки Болгарии к самозащите после ухода российских войск.
За заслуги во время войны 1877—1878 годов был награждён орденами Св. Георгия 2-й степени и Андрея Первозванного, а по случаю 25-летия со дня 1-го бомбардирования Севастополя возведён в графское достоинство. Известный бельгийский инженер Бриальмон признаёт Тотлебена самым замечательным инженером XIX века.
Участие Тотлебена в Восточной войне представлено в Плевенской панораме. Его именем названо село в Плевенской области — Тотлебен, а также улицы и учреждения по всей стране.

### Поздние годы
5 апреля 1879 года был назначен временным одесским генерал-губернатором, а 1 сентября того же года — командующим войсками Одесского военного округа. После заступления в должность в Одессе с чрезвычайным рвением  приступил к искоренению революционной крамолы во всех её проявлениях.
5 октября 1879 года возведён в графское достоинство.
18 мая 1880 года назначен генерал-губернатором в Северо-Западный край (виленским, ковенским и гродненским генерал-губернатором). В этом качестве прослужил недолго. Уже в 1882 году был вынужден выехать за границу для лечения.
В Кейданах в принадлежавшем ему с 1866 года имении, в 1880—1882 годах устроил парк, соорудил дворец и минарет в память войн с турками напоминающий о минарете в Плевне. Это сооружение сохранилось до сих пор в городском парке. Минарет породил местные предания, в частности, о том, что он построен для удовлетворения религиозных потребностей любовницы-турчанки.
Умер 19 июня 1884 года в Бад-Зодене (Гессен-Нассау, Германия) и был временно похоронен в часовне-мавзолее на кладбище у лютеранской церкви в Кедайняй, 5 октября 1884 года по повелению императора Александра III перезахоронен на Братском кладбище в Севастополе.

### Брак и дети
Жена (с 23.02.1852) — Викторина Леонтьевна фон Гауф (1833—1907), дочь и наследница гессен-дармштадтского генерального консула в Петербурге барона Людвига фон Гауфа. По словам современника, будучи матерью многочисленного семейства, графиня Тотлебен только и говорила, что о болезнях. В браке родилось, согласно разным источникам, от 7 до 9 детей. Муж же её не мог распознать своих дочерей, когда видел их порознь, и только когда они являлись вместе, узнавал их. Овдовев, обычно зимой жила в Санкт-Петербурге, а с весны до осени в поместье Кейданы, где на свои средства содержала образцовую больницу и ежегодно в память о муже устраивала для военных великолепные приёмы, с обедом и танцами. 14 ноября 1904 года была пожалована в кавалерственные дамы ордена Святой Екатерины (малого креста).
Дети: 
1. Вольдемар (1853-1859), похоронен на Смоленском лютеранском кладбище в Санкт-Петербурге
2. Матильда (1857—1935), замужем за Рудольфом Вильгельмом Ярославом Унгерг-Штернбергом (сын Константина Августа Унгерг-Штернберга) (1848-1888), управляющим поместьем Кедайняй, 3 детей
3. Ольга (1858—1899), замужем за генерал-лейтенантом Иоганном (Иваном Васильевичем) Волькенау (1848—1908), похоронена на Смоленском лютеранском кладбище в Санкт-Петербурге
4. Мария (1859—1905), замужем за Константином Вратковским;
5. Евгения (1860—1954), замужем за начальником Канцелярии по принятию прошений бароном Александром фон Бенингсгаузен-Будбергом
6. София (1870—1931), замужем за генерал-майором, камергером бароном Рейнгольдом Карлом фон Майделем
7. Елизавета (1872—1957), замужем за камергером, действительным статским советником (1913), камергером (1909), директором I департамента Министерства иностранных дел с 1913 года Вильгельмом (Василием) ван дер Флитом (1867-1948);
8. Николай (1874–1945), был женат на графине Ольге Васильевне Гаугер
9. Елена (1876—1922), замужем за гвардии полковником графом Константином Литке (1873-1915),  похоронена вместе с матерью на Смоленском лютеранском кладбище в Санкт-Петербурге.

Так как сын граф Николай Георг Эдуард фон Тотлебен (1874–1945), землевладелец и русский генерал-майор, не имел потомков по мужской линии, прибалтийская ветвь рода фон Тотлебенов пресеклась.

## Память
- Памятник Э. И. Тотлебену установлен на Историческом бульваре Севастополя в 1909 году.
- Памятник-бюст Э. И. Тотлебену в настоящее время находится в Плевене (Болгария), рядом с домом-музеем Царя-Освободителя Александра II[4].
- В честь Эдуарда Ивановича названы бульвар в Софии[болг.] и село — Тотлебен в Болгарии.
- С 1885 по 1923 год имя Тотлебена носил нынешний бульвар Калпака в Риге.
- В честь Эдуарда Тотлебена названы три ясеня близ завода «Арсенал» в Киеве возрастом около 150 лет; ботанический памятник природы местного значения (с 2013 г.).
- В селе Тотлебене проводится ежегодное празднование годовщины рождения генерала-инженера Э. И. Тотлебена (в первую субботу мая). 3 мая 2008 года — состоялось празднование 190-летия со дня рождения генерала Тотлебена, было организовано старостой Иваном Ивановым и сопровождалось богатой фольклорной программой. 2 мая 2009 года празднование 191-летия со дня рождения генерала Тотлебена, организованное старостой Иваном Ивановым, кроме богатой фольклорной программы сопровождалось и исторической постановкой сцены взятия в плен турецкого генерала Османа-паши.
- Почтовый блок20 марта 2018 год был выпущен почтовый блок, посвящённый 140-летию освобождения Болгарии и окончания Русско-турецкой войны 1877–1878 гг.». Н. Г. Столетов, И. В. Гурко, Э. И. Тотлебен.[5]

## Награды
Российские:
- Орден Святой Анны 3-й степени (8 октября 1847);
- Золотая сабля с надписью «За храбрость» (25 сентября 1849);
- Орден Святого Владимира 4-й степени с бантом (22 сентября 1850);
- Орден Святой Анны 2-й степени (24 октября 1851); императорская корона к ордену (1853);
- Орден Святого Георгия 4-й степени (3 сентября 1854);
- Знак отличия беспорочной службы за XV лет (22 августа 1854);
- Орден Святого Георгия 3-й степени (15 июня 1855);
- Орден Святого Владимира 3-й степени (1856);
- Орден Святого Станислава 1-й степени (1856);
- Орден Святой Анны 1-й степени (1859);
- Орден Святого Владимира 2-й степени (1861);
- В вечное и потомственное владение из казённых участков 4683 десятины 1800 сажен удобной и неудобной земли в Николаевском уезде Самарской губернии (23 декабря 1863)[6];
- Орден Белого орла (1865);
- Орден Святого Александра Невского (31 марта 1868);
- Бриллиантовые знаки к ордену Святого Александра Невского (28 марта 1871);
- Орден Святого Владимира 1-й степени (30 августа 1874);
- Орден Святого Георгия 2-й степени (29 ноября 1877);
- Орден Святого Андрея Первозванного (30 августа 1878);
- Бриллиантовые знаки к ордену Святого Андрея Первозванного (15 мая 1883).

Иностранные:
- Военный орден Вильгельма, командорский крест (Нидерланды, 1853);
- Орден Красного орла 1-й степени с мечами (Пруссия, 1864);
- Орден Розы, большой крест (Бразилия, 1865);
- Орден Изабеллы Католической, большой крест (Испания, 1865);
- Орден Леопольда I, большой крест (Бельгия, 1865);
- Орден Льва и Солнца, большой крест (Персия, 1869);
- Орден «Pour le Mérite» (Пруссия, 1873);
- Орден Леопольда, большой крест (Австро-Венгрия, 1874);
- Орден Вендской короны, большой крест (Мекленбург-Шверин, 1876);
- Орден Красного орла, большой крест с мечами (Пруссия, 1876);
- Орден Таковского креста, большой крест (Сербия, 1878);
- Золотая медаль «За храбрость» (Сербия, 1878);
- Черногорская медаль (1878);
- Орден Слона (Дания, 1879);
- Орден Князя Даниила I, большой крест (Черногория, 1882).

## Главные научно-литературные труды
- Описание обороны Севастополя (со многими сотрудниками, 1863).
- Записка к проектам вооружения сухопутных крепостей.
- О вооружении приморских крепостей.